# Farmington, Iowa
Farmington är en ort i Van Buren County i Iowa vid östra flodbanken av Des Moines River. Vid 2010 års folkräkning hade Farmington 664 invånare.